# قيامة أرطغرل من القبيلة إلى الدولة
قيامة أرطغرل من القبيلة إلى الدولة يتناول هذا الكتاب تاريخ الغازي أرطغرل بن سليمان شاه السياسي والاجتماعي، خصوصاً وأن المكتبة العربية بحاجة إلى كتاب يقدم صورة شاملة عن المرحلة المهمة من مراحل التاريخ الإسلامي، وذلك بالاستناد إلى مصادر متنوعة متخصصة.
وقد جاء هذا الكتاب في خمسة أبواب، عرض أولها تاريخ قبائل التركمان الغُزِ والأيغور من حيث نشأتهم وفكرهم السياسي، وتحدث الثاني عن تاريخ قبيلة القاي، ونشأة الغازي أرطغرل وصولاً إلى مسيرته إلى أرزنجان، وتناول الثالث حياة أرطغرل الاجتماعية، وبحثه عن وطن في جنوب الأناضول، مع عرض لتاريخ قبائل تركمان الأناضول، وتكلم الباب التالي عن تاريخ السلاجقة حتى تأسيس دولة سلاجقة الروم في الأناضول، وأقوى سلاطينها السلطان علاء الدين كيقباد الأول، مع مختصر لتاريخ الدولة العباسية، وعوامل ضعفها في تلك الفترة، وتطرق الباب الخامس إلى الدولة البيزنطية، وفرسان الهيكل، والمغول، وحروبهم مع دولة سلاجقة الروم، وتاريخ عثمان بن أرطغرل، وإكمال مسيرة والده؛ كل ذلك بالاستعانة بخرائط وصور وجداول توضيحية.

## المقدمة
ألف هذا الكتاب الأستاذ محمد خليف الثنيان، ولد في الكويت سنة 1981م، باحث في دراسات الشرق الأوسط حاصل على شهادات عدة، منها ماجستير من جامعة درم ببريطانيا في العلاقات الدولية في الشرق الأوسط، كما حصل على بكالوريوس في التاريخ من جامعة الكويت، ودورة قراءة وفهم المخطوطات من جامعة اكسفورد، وغيرها من الشهادات، أيضا عضو في الجمعية التاريخية الخليجية، وشارك في العديد من الدورات والمؤتمرات، وقدم العديد من المحاضرات والأبحاث والمقالات العلمية، وهو أيضا باحث رسمي في الأرشيف العثماني.

## الباب الأول
الفصل الأول: قبائل الترك، عرض الكاتب في هذا الفصل تاريخ قبائل التركمان من حيث نشأتهم، وديانتهم، ودخولهم إلى الإسلام.
الفصل الثاني: قبائل الغز، في هذا الفصل جاء تاريخ قبائل الغُزِ والأيغور من حيث نشأتهم، وأسباب تركهم لأراضيهم، والمشاكل التي واجهوها.
الفصل الثالث: الفكر السياسي، تمحور الكاتب في هذا الفصل حول الفكر السياسي الذي سارت عليه قبائل التركمان، وما تحمله من مبادئ وقيم، وهي عبارة عن دستور (العُرف) قوانين متعارف عليها بين القبائل التي استطاعت أن تصمد في مواجهة الحروب، وتسير عليه القبائل.

## الباب الثاني
الفصل الأول: سليمان شاه، هنا عُرض تاريخ قبيلة القاي وترؤُس السيد سليمان شاه القبيلة إلى وصولهم في القرب من مدينة خلاط إلى وفاته، وذُكِر دور القبيلة التي تحمل قيماً وأفكاراً، وتنبذ العصبية في الأحداث السياسية.
الفصل الثاني: نشأة أرطغرل، عرض المؤلف نشأة أرطغرل بن سليمان شاه وزواجه من السلطانة حليمة التي كانت داعمةً له في تحقيق مشروعه، ودور المرأة التركمانية في مسيرة الأحداث.
الفصل الثالث: تحرك أرطغرل، جاء هنا خلاف أرطغرل من إخوانه، ومسيرته من خلاط إلى أرزنجان، ووقوفه بجانب السلطان علاء الدين كيقباد الأول في معركة ياصي جمن.

## الباب الثالث
الفصل الأول: أبناء أرطغرل، عرض المؤلف حياة أرطغرل الاجتماعية، وتربيته لأبنائه، ونشأتهم، وتوزيع الأدوار فيما بينهم من أجل تحقيق المشروع الذي يسعون إليه.
الفصل الثاني: رحلة البحث عن وطن، شمل دور أرطغرل ورفاقه للبحث عن وطن في جنوب الأناضول، والمصاعب التي واجهها، والأسباب التي ساعدت الإمارة العثمانية في تأسيس الدولة.
الفصل الثالث: القبائل التركمانية، كُتِبَ في هذا الفصل عن تاريخ قبائل التركمان في الأناضول التي نشأت بسبب ضعف دولة السلاجقة، والصراعات التي حصلت في تلك الفترة.

## الباب الرابع
الفصل الأول: السلاجقة، عرض الكاتب تاريخ دولة السلاجقة منذ نزوحهم من أراضي بلاد ما وراء النهر إلى تأسيس دولتهم، وإنقاذ الخلافة العباسية من سيطرة البويهيين، ثم تأسيس دولة سلاجقة الروم في الأناضول.
الفصل الثاني: علاء الدين كيقباد الأول، كتب الكاتب حول تاريخ أقوى سلاطين السلاجقة علاء الدين كيقباد الأول الذي يرتبط تاريخه مع أرطغرل، ويُعد حليفه الإستراتيجي، والظروف التي صاحبت تلك المرحلة.
الفصل الثالث: الدولة العباسية، ذكر الكاتب باختصار تاريخ الدولة العباسية، ومرحلة الضعف التي مرت فيها، كونها ترتبط بتلك الفترة الزمنية، وصراعها مع المغول.

## الباب الخامس
الفصل الأول: البيزنطيون، آتى الكاتب في هذا الفصل للدولة البيزنطية للقُسطنطينية التي فقدوها في الحملة الصليبية الرابعة، ويسيطرون على مفاصل كثيرة في منطقة الشرق، وهي ترتبط أحداثها مع تلك الحقبة، وكذلك لفرسان الهيكل الذي يملكون خيوط اللعبة السياسية في منطقة الأناضول.
الفصل الثاني: المغول، تطرق المؤلف في هذا الفصل تاريخ المغول، ووحشيتهم، وما تعرضت دولة سلاجقة الروم في الأناضول، وما صاحبها من أحداث مؤلمة.
الفصل الثالث: وفاة أرطغرل، عرض الكاتب هنا تاريخ عثمان بن أرطغرل، وإكمال مسيرة والده عندما أصبح طاعناً في السن لا يستطيع التحرك، واستلام عثمان للحكم بعد وفاته، وتحالفاته السياسية.